# Akmaral Arystanbekova
Akmaral Khaïdarovna Arystanbekova, née le 12 mai 1948 à Almaty (URSS), est une femme politique kazakhe. Elle est ministre des Affaires étrangères entre 1989 et 1991, ambassadrice du Kazakhstan à l'ONU à partir de 1992 puis ambassadrice en France entre 1999 et 2003. 